# Kiss That Frog
Kiss That Frog ist ein Lied des britischen Pop-Rock-Musikers Peter Gabriel aus dem Jahr 1992.

## Entstehung und Veröffentlichung
Kiss That Frog wurde während der Aufnahmen zu dem Album Us aufgenommen.
Am 27. September 1992 wurde die Album-Version auf dem Album Us veröffentlicht. Am 20. September 1993 erschien die Single-Version. Das Lied wurde am 20. September 1993 als CD-Single mit den vier anderen Titeln Digging in the Dirt (rich e mix) von dem Album Us Across the River, dem Kiss That Frog (Mindblender mix) sowie dem Shaking the Tree (Bottrill remix) veröffentlicht. Der Kiss That Frog (Mindblender mix) wurde außerdem am 13. September 2019 auf dem Kompilations-Album Flotsam and Jetsam von 2019; veröffentlicht. Eine alternative Version Kiss That Frog (Funky Frog) von Anfang 1993 (4:03) wurde am 16. September 2024 unter Bandcamp Exclusives veröffentlicht.
Als Live-Version wurde Kiss That Frog 1994 auf dem Livealbum Secret World Live am 28. August 1994 und erstmals am 13. September 1994 auf dem Videoalbum mit dem gleichen Titel veröffentlicht. veröffentlicht.

## Hintergrund
Das Lied wurde bei 65 von 147 Konzerten auf Gabriels Secret World Tour von 1993 bis 1994 aufgeführt, und ist in dem Konzertfilm Secret World Live und dem Livealbum Secret World Live von 1994 enthalten.

## Inhalt und Bedeutung
Peter Gabriel hatte die Idee zu Kiss That Frog aus einem Buch von Bruno Bettelheim mit dem Titel The Uses of Enchantment. In dem Liedtext geht es um das Märchen von dem Frosch und der Prinzessin aus den Kinder- und Hausmärchen der Brüder Grimm in Bezug auf die Sexualität. Die Botschaft ist, dass der Frosch, wenn er akzeptiert wird, ein Prinz werden kann.
Das verrät die tiefe Sehnsucht der Männer in sich, durch die Liebe einer Frau verwandelt zu werden. Das Lied beginnt mit der Einladung an uns alle, einen Vertrauensvorschuss zu wagen.

## Musikvideo
Das offizielle Kiss That Frog-Musikvideo entstand unter der Regie von dem Regisseur Brett Leonard und wurde von Carl Wyant für Palomar Pictures produziert. Es wurde 2004 auch auf der Musikvideo-Kompilation Play: The Videos veröffentlicht.

## Mitwirkende
(Quellen:)

### Musiker
- The Adzido Drummers – zusätzlicher Perkussion-Loop
- Manny Elias – Senegalesische Shaker
- Peter Gabriel – Hauptgesang, Bass-Keyboard, Schlüssel, Perkussion, Mundharmonika
- Marilyn McFarlane – Begleitgesang
- David Rhodes – E-Gitarre

### Technisches Personal
- Jim Atkinson – Frosch-Design (CD-Cover)
- Bili Bidjocka – Artwork
- Richard Blair – Programmierung
- David Bottrill – Toningenieur, zusätzliche Programmierung
- Jim Cahill – Frosch-Design (CD-Cover)
- Brett Leonard – Filmregisseur (Musikvideo)
- Peter Gabriel – Liedtext, Komposition, Musikprogrammierung, Produktion
- Ideas Creative Consultants – Frosch-Design (CD-Cover)
- Daniel Lanois – Produktion
- Carl Wyant – Filmproduktion (Musikvideo)

## Charts und Chartplatzierungen
| ChartsChartplatzierungen     | Höchstplatzierung | Wochen |
| ---------------------------- | ----------------- | ------ |
| Vereinigtes Königreich (OCC) | 46 (3 Wo.)        | 3      |

### Zur dem Lied
- Alfredo Marziano, Luca Perasi: Peter Gabriel – The Rhythm Has My Soul. The Stories Behind the Songs. L.I.L.Y. Publishing, Mailand 2024, ISBN 978-88-909122-7-6, US, S. 178–179 (englisch).

### Zum Inhalt
- Heinz Rölleke (Hrsg.): Kinder- und Hausmärchen – Originalanmerkungen, Herkunftsnachweise, Nachwort. Ausgabe letzter Hand mit den Originalanmerkungen der Brüder Grimm. Mit einem Anhang sämtlicher, nicht in allen Auflagen veröffentlichter Märchen und Herkunftsnachweisen. Band 3. Reclam-Verlag, Ditzingen 2014, ISBN 978-3-15-003193-3, S. 15–19, 442.